# Ях'я III (емір Малаги)
Ях'я III аль-Махді (д/н — 1064) — емір Малазької тайфи в 1055—1058 роках, емір Мелільської тайфи в 1063—1064 роках.

## Життєпис
Походив з династії Хаммудидів. Син Ідріса II, еміра Малазької тайфи. 1055 року його брат Мухаммед II успадкував трон. Але невдовзі був повалений Бадісом, який поставив на трон Малаги Ях'ю.
Ях'я III в Малазі був номінальним правителем, фактична уся влада належада еміру Гранади. Зрештою 1058 року Ях'ю III було повалено, але він зміг втекти до Альмерії.
У 1063 році за невідомих обставин зміг стати еміром Мелільської тайфи, але помер наступного року. Йому спадкував брат Мухаммед.